# A.J. Applegate
A.J. Applegate (23 de setembre de 1989; Massapequa, Nova York) és una actriu pornogràfica i directora estatunidenca.

## Biografia
Va néixer al petit poble novaiorquès de Massapequa al setembre de 1989, va créixer en l'estat de Connecticut en el si d'una família amb ascendència italiana i alemanya. Als catorze anys, ja era ballarina i cheerleader.
Als 19 anys, va començar a treballar de stripper en el Gold Club de Hartford (Connecticut). Posteriorment, treballaria com a model de posats i professora de ball.
Applegate va entrar en la indústria del cinema per a adults en 2012 a l'edat de 22, inicialment amb l'àlies de Kaylee Evans. La seva primera escena va ser "Big Butt Bouncing", per al lloc web I Know That Girl de Mofos. com.
Posteriorment, va decidir canviar el seu nom artístic, ja que el que usava fins llavors era poc comercial i no la faria destacar d'altres actrius. Pel que va decidir acceptar un canvi. Va mantenir les sigles del seu nom i li va afegir el cognom d'Applegate, en referència a l'actriu Christina Applegate i amb la qual guarda certa semblança física. A.J. Applegate es declara obertament bisexual.
Ha treballat com a actriu per a estudis com Hustler, Evil Angel, Elegant Angel, Hard X, Girlfriends Films, Wicked Pictures, Jules Jordan Video, Digital Sense, Lethal Hardcore, New Sensations, Diabolic, Kick Ass o Sweetheart Video. La seva primera escena de gangbang va ser en la pel·lícula Gangbang Me.
En desembre de 2013, Applegate va aconseguir el seu certificat d'entrenadora personal, a més del certificat de professora de zumba el 2014. El 2016 va dirigir AJ's Angels, la seva primera pel·lícula per a l'estudi Girlfriends Films, que també protagonitzava. Fins avui ha rodat més de 400 pel·lícules com a actriu.

## Premis i nominacions

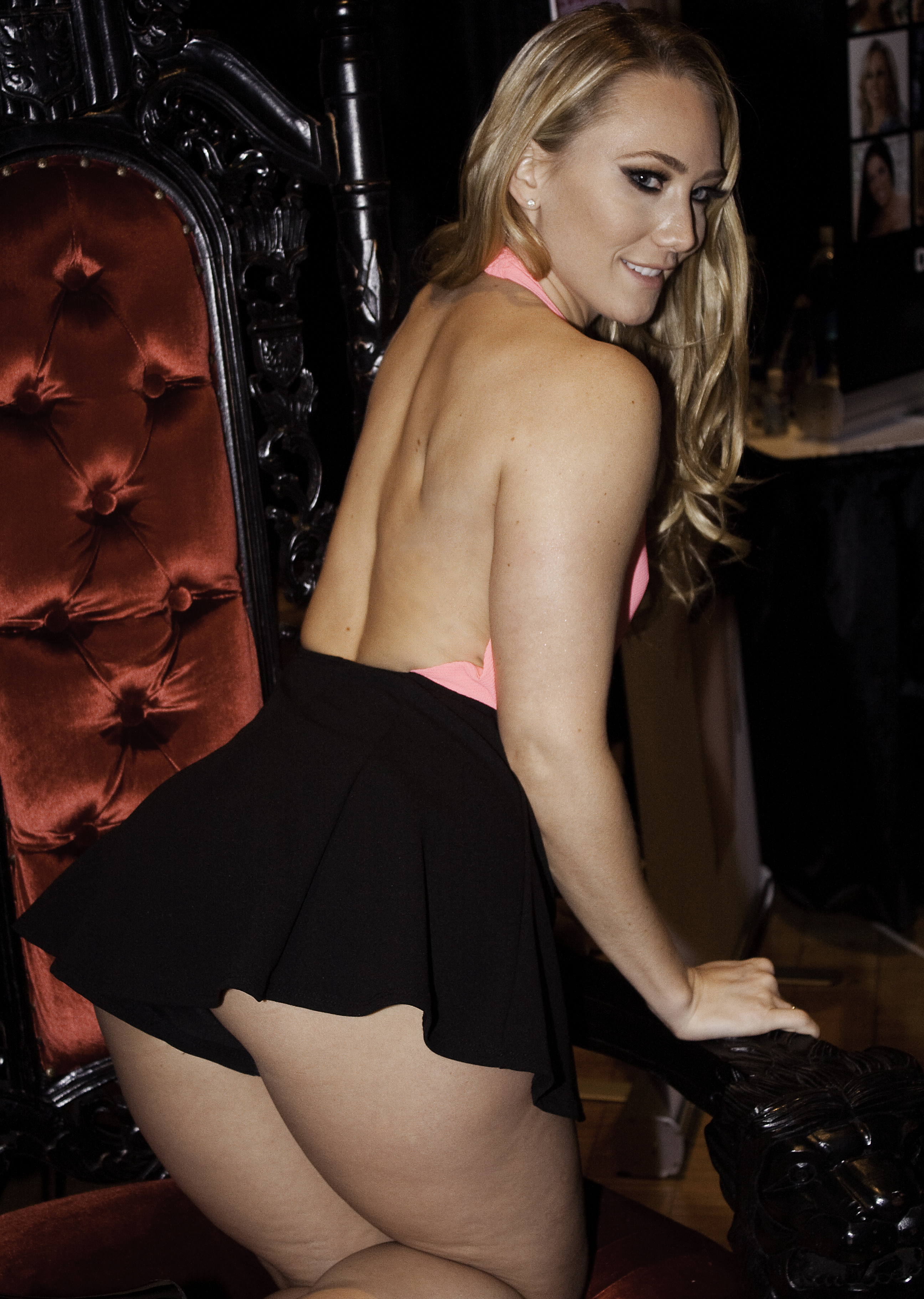
A.J. Applegate durant els AVN Expo 2016

| Any  | Cerimònia                      | Premi                                                      |
| ---- | ------------------------------ | ---------------------------------------------------------- |
| 2013 | Sex Awards                     | Hottest New Girl                                           |
| 2013 | XCritic Editor's Choice Awards | Millor nou començament                                     |
| 2014 | Premis AVN                     | Millor actriu revelació                                    |
| 2014 | Premis AVN                     | Millor escena POV de sexe                                  |
| 2014 | Nightmoves                     | Millor debutant                                            |
| 2014 | Nightmoves                     | Millor cos                                                 |
| 2014 | Nightmoves Fan Awards          | Millor nou començament                                     |
| 2014 | Nightmoves Fan Awards          | Millor cos                                                 |
| 2014 | Spank Bank Awards              | Wet Dream Girl                                             |
| 2014 | Spank Bank Awards              | America's Porn Sweetheart                                  |
| 2014 | Spank Bank Awards              | The Girl Next Door... Only Better                          |
| 2014 | Spank Bank Awards              | Porn's Next "It" Girl                                      |
| 2014 | Spank Bank Awards              | Breakout Star of the Year                                  |
| 2014 | Spank Bank Awards              | Cock Crazed Cumaholic of the Year                          |
| 2014 | Spank Bank Awards              | Prettiest Girl In Porn                                     |
| 2014 | Spank Bank Awards              | Fucking Nerd of the Year                                   |
| 2014 | Premis XBIZ                    | Millor actriu revelació                                    |
| 2014 | Premis XRCO                    | Millor actriu revelació                                    |
| 2015 | Premis AVN                     | Millor escena de doble penetració                          |
| 2015 | Premis AVN                     | Premio fan: Cul més calent                                 |
| 2015 | Premis AVN                     | Premio fan: Artista femenina favorita                      |
| 2015 | Premis AVN                     | Millor escena de sexe en grup                              |
| 2015 | Premis AVN                     | Millor actuació sol / tease                                |
| 2015 | Premis AVN                     | Millor escena de sexe noi/noia                             |
| 2015 | Premis AVN                     | Artista femenina de l'any                                  |
| 2015 | Nightmoves                     | Millor cul                                                 |
| 2015 | Nightmoves                     | Millor actriu femenina                                     |
| 2015 | Nightmoves Fan Awards          | Millor cul                                                 |
| 2015 | Nightmoves Fan Awards          | Millor actriu femenina                                     |
| 2015 | Spank Bank Awards              | The Total Package                                          |
| 2015 | Spank Bank Awards              | Asshole of the Year                                        |
| 2015 | Spank Bank Awards              | Blonde Bombshell of the Year                               |
| 2015 | Spank Bank Awards              | Breakthrough Star of the Year                              |
| 2015 | Spank Bank Awards              | Gangbanged Princess of the Year                            |
| 2015 | Spank Bank Awards              | Most Spanked To Girl of the Year                           |
| 2015 | Spank Bank Awards              | Best All Around Porn Goddess                               |
| 2015 | Spank Bank Awards              | Hardest Working Ho in Ho Biz                               |
| 2015 | Spank Bank Awards              | The Contessa of Cum                                        |
| 2015 | Spank Bank Awards              | DP Diva de l'any                                           |
| 2015 | Spank Bank Technical Awards    | Worship Worthy Booty                                       |
| 2015 | Spank Bank Technical Awards    | Perfecter of the Perfect Stroke                            |
| 2015 | Premis XBIZ                    | Millor escena de sexe en pel·lícula lèsbica                |
| 2015 | Premis XBIZ                    | Millor escena de sexe en pel·lícula protagonista           |
| 2015 | Premis XRCO                    | Chica orgásmica de l'any                                   |
| 2015 | Premis XRCO                    | Artista femenina de l'any                                  |
| 2016 | Premis AVN                     | Premio fan: Cul més calent                                 |
| 2016 | Premis AVN                     | Premio fan: Artista femenina favorita                      |
| 2016 | Premis AVN                     | Millor escena de trio H-M-H                                |
| 2016 | Premis AVN                     | Millor escena de sexe lèsbic en grup                       |
| 2016 | Premis AVN                     | Artista femenina de l'any                                  |
| 2016 | Nightmoves                     | Millor artista femenina                                    |
| 2016 | Nightmoves                     | Millor cul                                                 |
| 2016 | Nightmoves Fan Awards          | Millor artista femenina                                    |
| 2016 | Nightmoves Fan Awards          | Millor cul                                                 |
| 2016 | Spank Bank Awards              | Most Comprehensive Utilization of All Orifices             |
| 2016 | Spank Bank Awards              | Best All Around Porn Goddess                               |
| 2016 | Spank Bank Awards              | Blonde Babe of the Year                                    |
| 2016 | Spank Bank Awards              | Bionic Butthole                                            |
| 2016 | Spank Bank Awards              | Cocksucker of the Year                                     |
| 2016 | Spank Bank Awards              | PAWG of the Year                                           |
| 2016 | Spank Bank Awards              | Dirty Little Slut of the Year                              |
| 2016 | Spank Bank Awards              | Super Squirter of the Year                                 |
| 2016 | Spank Bank Awards              | America's Porn Sweetheart                                  |
| 2016 | Spank Bank Awards              | Next Level Star of the Year                                |
| 2016 | Spank Bank Awards              | Two Hot Dogs in a Hallway                                  |
| 2016 | Spank Bank Awards              | Life Sized Human Hand Puppet (Best Fistee)                 |
| 2016 | Spank Bank Technical Awards    | Feature Dancer of the Year                                 |
| 2016 | Premis XBIZ                    | Millor escena de sexe en pel·lícula lèsbica                |
| 2016 | Premis XBIZ                    | Millor escena de sexe en pel·lícula de parelles o temàtica |
| 2016 | Premis XBIZ                    | Artista femenina de l'any                                  |
| 2016 | Premis XRCO                    | Chica orgásmica de l'any                                   |
| 2016 | Premis XRCO                    | Artista femenina de l'any                                  |
| 2017 | Premis AVN                     | Millor escena de sexe lèsbic en grup                       |
| 2017 | Premis AVN                     | Artista femenina de l'any                                  |
| 2017 | Premis AVN                     | Millor actuació sol/tease                                  |
| 2017 | Premis AVN                     | Millor escena de doble penetració                          |
| 2017 | Premis AVN                     | Millor escena de sexe en grup                              |
| 2017 | Premis AVN                     | Millor escena de trio M-H-M                                |
| 2017 | Premis AVN                     | Premio fan: Artista femenina favorita                      |
| 2017 | Premis AVN                     | Premio fan: Cul més èpic                                   |
| 2017 | Spank Bank Awards              | Sexiest Woman Alive                                        |
| 2017 | Spank Bank Awards              | Supreme Majesty of the Stripper Pole                       |
| 2017 | Spank Bank Awards              | The Dirtiest Player in the Game                            |
| 2017 | Spank Bank Awards              | The Total Package                                          |
| 2017 | Spank Bank Awards              | Smooth As Silk                                             |
| 2017 | Spank Bank Awards              | Super Squirter of the Year                                 |
| 2017 | Spank Bank Awards              | Most Spanked To Girl of the Year                           |
| 2017 | Spank Bank Awards              | My (Wet) Dream Girl                                        |
| 2017 | Spank Bank Awards              | PAWG of the Year                                           |
| 2017 | Spank Bank Awards              | Blonde Babe of the Year                                    |
| 2017 | Spank Bank Awards              | Most Comprehensive Utilization of All Orifices             |
| 2017 | Spank Bank Awards              | Gangbanged Girl of the Year                                |
| 2017 | Spank Bank Awards              | Hardest Working Ho in Ho Biz                               |
| 2017 | Spank Bank Awards              | America's Porn Sweetheart                                  |
| 2017 | Spank Bank Awards              | ATM Machine                                                |
| 2017 | Spank Bank Awards              | BBC Slut of the Year                                       |
| 2017 | Spank Bank Awards              | Best All Around Porn Goddess                               |
| 2017 | Spank Bank Awards              | Dirty Little Slut of the Year                              |
| 2017 | Spank Bank Awards              | DP Dynamo of the Year                                      |
| 2017 | Spank Bank Awards Technical    | Most Likely To Masturbate While On A Treadmill             |
| 2017 | Spank Bank Awards Technical    | Reigning Queen of Booty                                    |
| 2017 | Premis XBIZ                    | Artista femenina de l'any                                  |
| 2017 | Premis XBIZ                    | Millor actriu de repartiment                               |
| 2017 | Premis XBIZ                    | Millor escena de sexe en pel·lícula lèsbica                |
| 2017 | Premis XBIZ                    | Millor escena de sexe en pel·lícula lèsbica                |
| 2017 | Premis XBIZ                    | Millor escena de sexe en pel·lícula vignette               |
| 2017 | Premis XBIZ                    | Millor escena de sexe en pel·lícula de tot sexe            |
| 2017 | Premis XRCO                    | Orgasmic Analist                                           |
| 2017 | Premis XRCO                    | Artista femenina de l'any                                  |